# Bistrica ob Dravi
Bistrica ob Dravi je naselje v Občini Ruše. Nastalo je leta 1992 z združitvijo do tedaj samostojnih naselij Bistrica pri Limbušu in Bistrica pri Rušah, ki ju loči reka Bistrica, ki s Pohorja teče in se blizu naselja izliva v Dravo. Leta 2017 je imelo 1324 prebivalcev.